# Elektroterapia

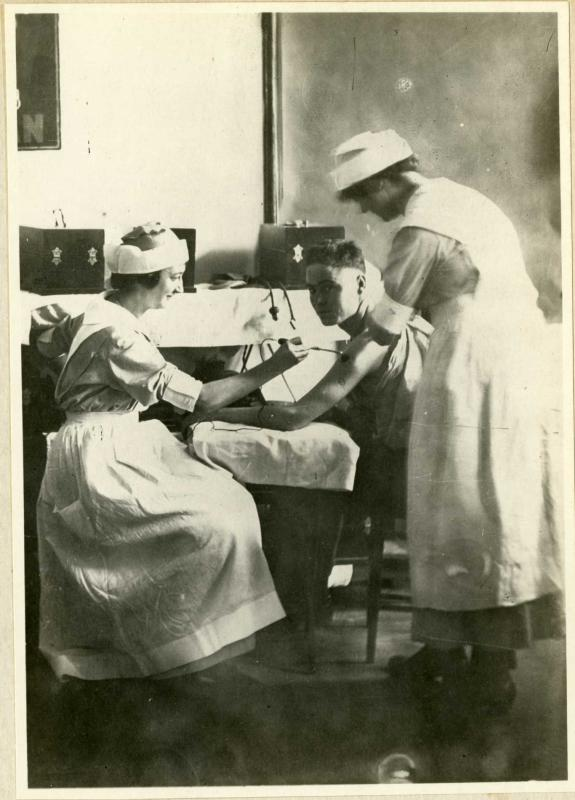
Elektroterapia

Elektroterapia, elektrolecznictwo – dziedzina fizykoterapii (lecznictwa fizykalnego) zajmująca się leczeniem objawowym schorzeń m.in. układu ruchu i neurologicznych za pomocą różnego rodzaju prądów leczniczych, w którym wykorzystuje się do leczenia prąd stały, modulowane prądy średniej częstotliwości oraz prądy impulsowe małej i średniej częstotliwości.
Celem elektroterapii jest złagodzenie bólu i poprawienie ukrwienia stymulowanej tkanki. Przyspiesza wchłanianie obrzęków i wysięków śródstawowych.

## Zabiegi wchodzące w skład elektroterapii
- Galwanizacja – zabieg elektroleczniczy polegający na przepływie przez część organizmu prądu stałego, wykorzystywany przeciwbólowo oraz przeciwzapalnie w leczeniu nerwobóli, choroby zwyrodnieniowej stawów kręgosłupa, porażeń wiotkich oraz zaburzeń krążenia obwodowego. Odmianą galwanizacji są kąpiele elektryczno-wodne polegające na zanurzeniu w wannach podłączonych do źródła prądu stałego dwóch lub czterech kończyn (kąpiel dwu- lub czterokomorowa).
- Jontoforeza – zabieg elektroleczniczy polegający na wprowadzeniu do tkanek siłami pola elektrycznego jonów działających leczniczo. Działanie lecznicze jontoforezy to między innymi rozmiękczanie blizn, przeciwzapalne, odczulające, pobudzające naczynia krwionośne, znieczulające, rozszerzające i zwężające naczynia, bakteriostatyczne.
- Prądy diadynamiczne DD – (zwane inaczej prądami Bernarda) wykazują one silnie działanie przeciwbólowe i przekrwienne.
- Prądy interferencyjne – (prądy Nemeca) to prądy średniej częstotliwości modulowane w amplitudzie z małą częstotliwością. Prądy interferencyjne, których częstotliwość zmienia się rytmicznie działają na skurcze mięśni szkieletowych, pobudzają mięśnie do skurczu (usprawnia krążenie obwodowe), wywołują efekt przeciwbólowy, usprawniają procesy odżywcze tkanek i metabolizm (przemiany materii).
- Elektrostymulacja mięśni – wykorzystywany jest tu prąd stały impulsowy (płynący z przerwami). Elektrody umieszcza się na skórze w miejscach zwanych punktami elektromotorycznymi. Celem zabiegu jest pobudzenie mięśni do skurczu (mięśnie kurczą się i odpoczywają w rytm płynącego z przerwami prądu). Wykonuje się elektrostymulację mięśni porażonych (z uszkodzonymi nerwami doprowadzającymi impulsy) jako substytut naturalnych pobudzeń oraz zdrowych w celu wzmocnienia ich lub poprawy krążenia obwodowego.
- Przezskórna stymulacja nerwów – elektrostymulacja przeciwbólowa.